# Smith & Wesson Sigma
 (juillet 2024).
Si vous disposez d'ouvrages ou d'articles de référence ou si vous connaissez des sites web de qualité traitant du thème abordé ici, merci de compléter l'article en donnant les références utiles à sa vérifiabilité et en les liant à la section « Notes et références ».
Le Smith & Wesson Sigma est un pistolet semi-automatique double action. Mis sur le marché en 1994, il s'agit de la réponse de Smith & Wesson au Glock 17 autrichien et sa carcasse en polymère innovante. 
Il s'est également suffisamment inspiré du système de sécurité de son concurrent pour être attaqué en justice par la société Glock pour violation de brevet. Le litige se régla à l'amiable, Smith & Wesson modifia son arme et versa une indemnité d'un montant secret à Glock.
Chambrée en de nombreux calibres, 9 mm Browning dans le Sigma 380, 9 mm Parabellum dans le Sigma 9 et .40 S&W dans le Sigma 40. Sa carcasse est constituée de polymères et son mécanisme opéré directement par le recul est inspiré de celui du Browning Hi-Power. En 1999 le Sigma a été modifié. Il est désormais doté d'un canon un peu plus court, d'une poignée plus confortable, une fenêtre d'éjection agrandie ainsi que d'un rail pour monter des accessoires sous le canon.

## Variantes
- 1re Génération (1994) : 	SW40F, SW9F. Chargeur de 16 coups en 9mm.
- 2e Génération (1999) : SW40C, SW9C, SW40V, SW9V, SW40E, SW9E, SW40VE, SW9VE, SW9P, SW9G. Chargeur de 17 coups en 9mm. Canon un peu plus court.
- Version compact : SW380M, SW9M. Chargeur  de 6 coups (SW380M) et 7 Coups (SW9M). Longs de 15 cm (SW380M) et 16 cm  (SW9M) pour 400 g (SW380M) et 510 g (SW9M)

## Diffusion
Les S&W Sigma a été vendus dans les pays suivants
- Afghanistan : environ 22500 Sigma 9 mm ont été fournis à l'Armée et à la Police des frontières en 2005.
- Australie :  des Sigma .40 ont été achetés par la Police d'Australie occidentale avant de céder leur place à des Glock 22.
- Canada : achetés comme armes de défense personnelle (chargeur de 10 coups selon la loi canadienne).
- États-Unis : achetés comme armes de défense personnelle. Les agents du Probation and Parole Service de la Delaware State Police ont choisi le SW40C.
- Mexique : Modèles SW380M achetés comme armes de défense personnelle (9mm Parabellum et .40 S&W interdits sur le marché civil selon la loi mexicaine). Autres modèles utilisés par les cartels mexicains.

## Dans la fiction
Les téléspectateurs et cinéphiles ont pu reconnaitre le Sigma SW9 dans The Substitute et Un aller pour l'enfer. Le SW40 est visible dans Austin Powers 2 : L'Espion qui m'a tirée. Le petit SW380M n'apparaît que dans Code Mercury au point de l'agent du FBI Art Jeffries (joué par Bruce Willis).